# Gustav Skála
Gustav Skála (* 11. červenec 1964, Liberec) je český režisér a choreograf a autor.

## Život
Na pražské konzervatoři studoval nejprve rok herectví a poté přešel na taneční oddělení. Po absolutoriu studoval i na Choreografickém učilišti A. Vaganovové v Moskvě a na institutu Grety Pallucy v Drážďanech. Působil pět let jako tanečník v Národním divadle. Po odchodu z Národního divadla vystudoval obor režie a dramaturgie na DAMU, kterou dokončil v roce 1991. Od roku 1993 spolupracoval s Městským divadlem Brno, nejprve jako dramaturg (West Side Story), později i jako režisér. V letech 1996–1999 byl ve funkci ředitele Východočeského divadla v Pardubicích. Působil zde i jako režisér, vedle činoherních titulů zde inscenoval i klasické muzikály (Divotvorný hrnec, Mam’zelle Nitouche, Hello, Dolly!) a balety Maska aneb Lásky, Louskáček. Od roku 2002 spolupracuje s Divadlem Metro v Praze, kde uvádí převážně své vlastní hry. Některé jeho inscenace vznikly přímo pro konkrétní interprety (pro Stellu Zázvorkovou hra Milá máti, drahá dcero, pro Zdenu Herfortovou Poslední šance a Zkrocení). Jako režisér a choreograf působil na scénách Hudebního divadle v Karlíně, Divadla F. X. Šaldy v Liberci, Severočeského divadla opery a baletu v Ústí nad Labem, Moravského divadla v Olomouci.

## Režie ve Východočeském divadle Pardubice
- Vražda na uhelném trhu (1992)
- Mistr ostrého meče (1995)
- Strakonický dudák (1995)
- Divotvorný hrnec (1996)
- Nebezpečné vztahy (1996)
- Dáma s kaméliemi (1997)
- Lucerna (1997)
- Maska aneb Lásky (1997)
- Lakomá Barka (1998)
- Mam’zelle Nitouche (1998)
- Hello, Dolly! (1998)
- Louskáček (1998)
- Mnoho povyku pro nic (1999)
- Sešitky chrámové pěvkyně (1999)

## Režie vHudebním divadle v Karlíně
- 1994 Polská krev
- 2013 Mam’zelle Nitouche

## Režie vMěstském divadle Brno
- Mam’zelle Nitouche (1993)
- Popelka (1994)
- Brouk v hlavě (1996)
- Orfeus v podsvětí (2006)
- Divadelní ředitel (2006)
- Charleyova teta (2007)
- Hello, Dolly! (2010)

## Režie vNárodním divadle Brno
- Nápoj lásky (1999)
- Měšťák šlechticem (2012)

## Režie vMoravském divadle Olomouc
- Krásná Helena (2008)
- My Fair Lady (2009)